# Championnat d'Espagne de football américain
Le Championnat d'Espagne de football américain  (Liga Nacional de Fútbol Americano ou LNFA) est une compétition réunissant l'élite des clubs espagnols de football américain. 
Il est créé en 1995 après la fusion des anciennes compétitions espagnoles.et est organisée par la Fédération Espagnole de Football Américain (Federación Española de Futbol Americano ou FEFA).

## Organisation
Cette compétition se dispute comme en NFL, avec une saison régulière, des play-offs (wild-card, 1/4, 1/2) et la finale dénommée le LNFA Spanish Bowl.
En fin de saison, les deux finalistes sont qualifiés pour l'European Football League de la saison suivante, les troisième et quatrième (perdant des 1/2 finales) pour l' EFAF Cup.
Le nombre d'équipe participant au championnat a varié tout au long des années. par exemple, de 2015 à 2017, les équipes espagnoles ont été réparties en trois divisions :
- la série A avec les six meilleures équipes du pays ;
- la série B avec 10 équipes réparties en 2 conférences ;
- la série C avec les équipes des ligues régionales et interrégionales.

Depuis la saison 2019, les meilleures équipes de la LNFA sont réparties en trois groupes géographiques de 4 équipes. Les huit meilleures équipes de la saison régulière sont qualifiées pour les playoffs. 
Il n'y a plus de deuxième ni troisième division mais cinq ligues régionales :
- Liga Andaluza (4 équipes)
- Liga Catalana (12 équipes)
- Liga Madrilena (8 équipes)
- Liga Norte (2 conférences  de 4 équipes)
- Liga Valencian  (5 équipes)

## Clubs et classements de la saison 2019
La saison se déroule de la mi-janvier au début avril, les playoffs ont débuté les 27/28 avril et la finale s'est déroulée le 25 mai 2019.

### Groupe Nord-Est
1. Badalona Dracs
2. Valencia Firebats
3. Mallorca Voltors
4. Zaragoza Hurricanes

### Groupe Sud
1. LG OLEG Black Demons
2. Murcia Cobras
3. Fuengirola Potros
4. Granada Lions

### Groupe Nord-Ouest
1. Coslada Camioneros
2. Rivas Bears
3. Gijon Mariners
4. Santiago Black Ravens

### Playoffs
- 1/4 de finale :

1. #1 Dracs - #8 Hurricanes : 49 - 0
2. #4 Osos - #5 Cobras : 41 - 61
3. #2 Camioneros - #7 Voltors  : 21 - 13
4. #3 Black Demons - #6 Firebats : : 63 - 40

- 1/2 finales :

1. #1 Dracs - #5 Cobras : 40 - 20
2. #2 Camioneros - #3 Black Demons : 13 - 33

### Spanish Bowl 2019
#1 Dracs - #3 Black Demons : 47 - 6

## Palmarès
| Date          | Spanish Bowl                                         | Vainqueur                                            | Score                                                | Finaliste                                            |
| ------------- | ---------------------------------------------------- | ---------------------------------------------------- | ---------------------------------------------------- | ---------------------------------------------------- |
| 1995          | I                                                    | Panthers de Madrid                                   | 55–28                                                | Boxers de Barcelone                                  |
| 1996          | II                                                   | Panthers de Madrid                                   | 21–17                                                | Eagles de Viliafranca                                |
| 1997          | III                                                  | Eagles de Viliafranca                                | 40–20                                                | Panthers de Madrid                                   |
| 1998          | IV                                                   | Dracs de Badalona                                    | 13–07                                                | Pioners de L'Hospitalet                              |
| 1999          | V                                                    | Dracs de Badalona                                    | 52–12                                                | Osos de Madrid                                       |
| 2000          | VI                                                   | Granollers Fenix                                     | 80–0                                                 | Dracs de Badalona                                    |
| 2001          | VII                                                  | Osos de Madrid                                       | 21–07                                                | Lions de Saragosse                                   |
| 2002          | VIII                                                 | Dracs de Badalona                                    | 14–08                                                | Osos de Madrid                                       |
| 2003          | IX                                                   | Dracs de Badalona                                    | 30–20                                                | Pioners de L'Hospitalet                              |
| 2004          | X                                                    | Dracs de Badalona                                    | 23–0                                                 | Pioners de L'Hospitalet                              |
| 2005          | XI                                                   | Pioners de L'Hospitalet                              | 24–13                                                | Dracs de Badalona                                    |
| 2006          | XII                                                  | Firebats de Valence                                  | 13–0                                                 | Pioners de L'Hospitalet                              |
| 2007          | XIII                                                 | Firebats de Valence                                  | 47–21                                                | Dracs de Badalona                                    |
| 2008          | XIV                                                  | Pioners de L'Hospitalet                              | 36–17                                                | Firebats de Valence                                  |
| 2009          | XV                                                   | Firebats de Valence                                  | 29–10                                                | Dracs de Badalona                                    |
| 2010          | XVI                                                  | Pioners de L'Hospitalet                              | 36–0                                                 | Firebats de Valence                                  |
| 2011          | XVII                                                 | Pioners de L'Hospitalet                              | 24–08                                                | Dracs de Badalona                                    |
| 2012          | XVIII                                                | Pioners de L'Hospitalet                              | 47–24                                                | Osos de Madrid                                       |
| 2013          | XIX                                                  | Pioners de L'Hospitalet                              | 24–0                                                 | Dracs de Badalona                                    |
| 15 juin 2014  | XX                                                   | Dracs de Badalona                                    | 24–18                                                | Firebats de Valence                                  |
| 20 juin 2015  | XXI                                                  | Firebats de Valence                                  | 30–20                                                | Dracs de Badalona                                    |
| 18 juin 2016  | XXII                                                 | Dracs de Badalona                                    | 41–14                                                | Firebats de Valence                                  |
| 3 juin 2017   | XXIII                                                | Dracs de Badalona                                    | 56–14                                                | Imperials de Reus                                    |
| 2 juin 2018   | XXIV                                                 | Dracs de Badalona                                    | 33–26                                                | Cobras de Murcie                                     |
| 25 mai 2019   | XXV                                                  | Dracs de Badalona                                    | 47–06                                                | Black Demons de Las Rozas                            |
| 2020          | Saison annulée à la suite de la pandémie de Covid-19 | Saison annulée à la suite de la pandémie de Covid-19 | Saison annulée à la suite de la pandémie de Covid-19 | Saison annulée à la suite de la pandémie de Covid-19 |
| 15 mai 2021   | XXVI                                                 | Dracs de Badalona                                    | 31–21                                                | Black Demons de Las Rozas                            |
| 28 mai 2022   | XXVII                                                | Osos de Madrid                                       | 28–12                                                | Black Demons de Las Rozas                            |
| 29 avril 2023 | XXVIII                                               | Black Demons de Las Rozas                            | 22–13                                                | Osos de Madrid                                       |

### Tableau d'honneur
|   | Club                                 | Nombre de titres | Dernier titre | Nombre de finales perdues | Dernière défaite en finale |
| - | ------------------------------------ | ---------------- | ------------- | ------------------------- | -------------------------- |
| 1 | Dracs de Badalona                    | 11               | 2021          | 7                         | 2015                       |
| 2 | Pioners de L'Hospitalet de Llobregat | 6                | 2013          | 3                         | 2006                       |
| 3 | Firebats de Valence                  | 4                | 2015          | 4                         | 2016                       |
| 4 | Osos de Madrid                       | 2                | 2022          | 4                         | 2023                       |
| 5 | Panthers de Madrid                   | 2                | 1996          | 1                         | 1997                       |
| 6 | Black Demons de Las Rozas            | 1                | 2023          | 3                         | 2022                       |
| 7 | Eagles de Villiafranca               | 1                | 1997          | 1                         | 1996                       |
| 8 | Granollers Fenix                     | 1                | 2001          | 0                         |                            |

|   | Ville                     | Nombre de titres |
| - | ------------------------- | ---------------- |
| 1 | Badalone                  | 11               |
| 2 | L'Hospitalet de Llobregat | 6                |
| 3 | Madrid                    | 5                |
| 4 | Valence                   | 4                |
| 5 | Granollers                | 1                |
| - | Villiafranca              | 1                |